# لوئیزا آکپاگو
لوئیزا آکپاگو (انگلیسی: Louisa Akpagu؛ زادهٔ ۲۲ دسامبر ۱۹۷۴) بازیکن فوتبال اهل نیجریه است.
وی همچنین در تیم ملی فوتبال زنان نیجریه بازی کرده‌است.